# Potrostek alpejski
Potrostek alpejski (Chamorchis alpina (L.) Rich) – gatunek rośliny z rodziny storczykowatych (Orchidaceae). Reprezentuje monotypowy rodzaj potrostek (Chamorchis). Występuje w północnej Europie, w Karpatach i Alpach. W Polsce rośnie tylko w Tatrzańskim Parku Narodowym i ma status gatunku zagrożonego. 

## Rozmieszczenie geograficzne
Gatunek arktyczno-alpejski występujący wyłącznie w Europie. Główny zwarty obszar jego zasięgu znajduje się w północnej Skandynawii, gdzie sięga po 71° szerokości geograficznej, osiągając północny skraj kontynentu europejskiego. Ponadto występuje na kilku izolowanych obszarach zasięgu w środkowej Skandynawii i w górach Europy: w Alpach i Karpatach Zachodnich. Na Słowacji rośnie wyłącznie w Tatrach: Zachodnich i Bielskich. W Polsce również występuje wyłącznie w Tatrach i to tylko w Tatrach Zachodnich. Podano tutaj jego występowanie na ok. 20 stanowiskach: Wielka Turnia, Giewont, Mały Giewont, Dolina Mułowa, Dolina Litworowa, Ciemniak, Chuda Turnia, Upłaziańska Kopka, Gładkie Upłaziańskie, Twardy Grzbiet, Rzędy Tomanowe, Suchy Wierch, Stoły, Skupniów Upłaz, Skrajna Małołącka Turnia, Siwarowy Żleb, Tomanowy Niedźwiedź, Wielka Kopa Królowa. Większość tych stanowisk została podana po 1980, były one potwierdzone także później. 

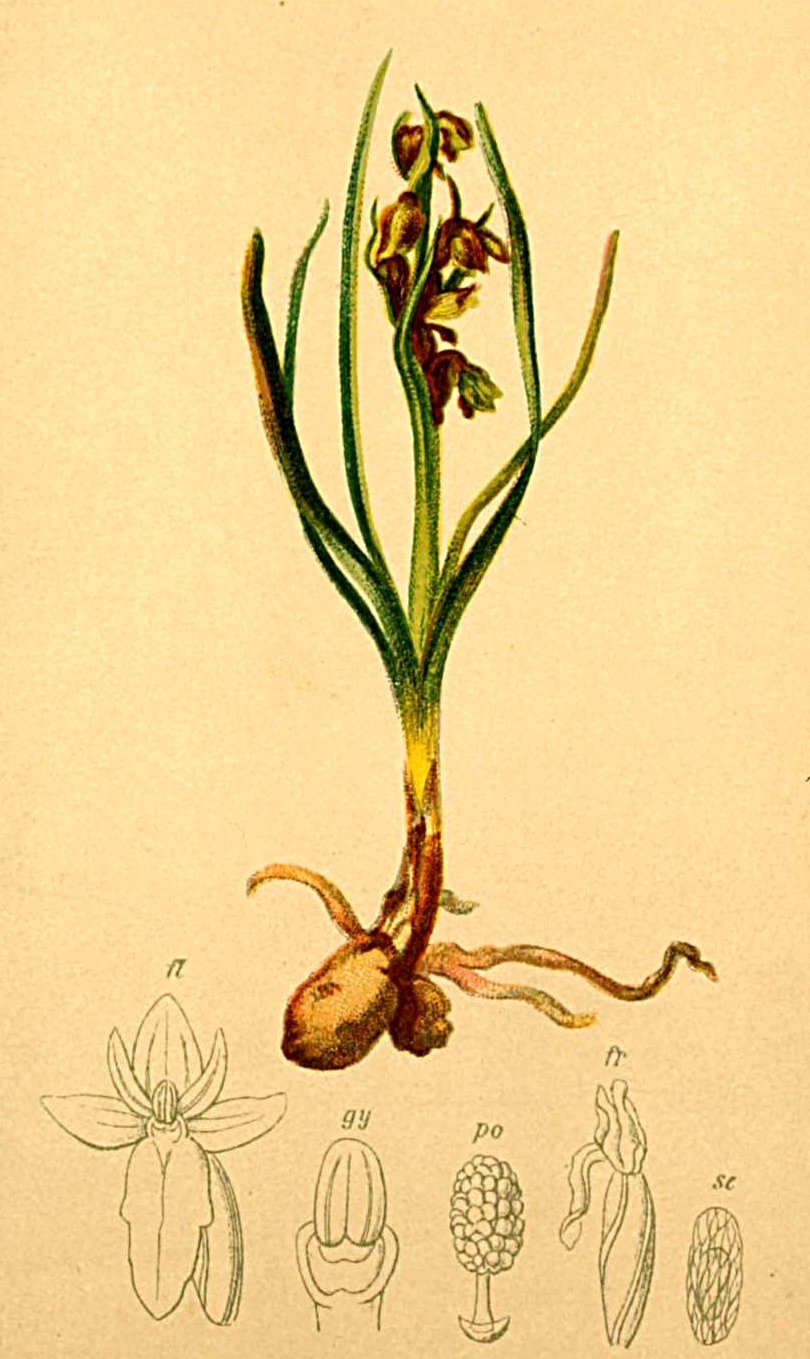
Morfologia

## Morfologia
PokrójRoślina zielna osiągająca 5-15 cm wysokości. Pod ziemią roślina z kulistymi bulwami o średnicy do 2 cm. Łodyga jest kanciasta i naga.
LiścieW liczbie 3-7 zebrane są w różyczkę. Są równowąskie, nieco mięsiste, ostro zakończone i rynienkowate. Mają długość do 6 cm i sięgają po kwiatostan.
KwiatyDrobne, żółtawozielone, czasami nabiegłe czerwono, zebrane w jajowaty kwiatostan składający się z 3-12 kwiatów. Poszczególne kwiaty wyrastają z kątów przysadek dłuższych od kwiatów. Kwiaty są grzbieciste o języczkowatej warżce bez ostrogi i pozostałych listkach okwiatu stulonych w hełm. Wewnątrz niego znajduje się żółtawozielony prętosłup z walcowatą, skręconą zalążnią.
OwocBeczułkowata torebka o długości do 1 cm.

## Biologia i ekologia
Bylina, geofit. W Tatrach występuje głównie w piętrze alpejskim i piętrze kosodrzewiny. Najniżej występuje na Skupniowym Upłazie (1370 m n.p.m.). Rośnie na wapiennym podłożu w murawach naskalnych i na różnego rodzaju trawiastych upłazach i półkach skalnych. Kwitnie od lipca do sierpnia, ale nieregularnie, nie w każdym roku. Roślina miododajna, zapylana przez chrząszcze i błonkówki. Przy braku owadów (np. przy dłuższej złej pogodzie), dochodzi do samozapylenia. Liczba chromosomów 2n = 42. Gatunek charakterystyczny zespołu Caricetum firmae.

## Systematyka
Pozycja systematyczna według Angiosperm Phylogeny Website (aktualizowany system APG IV z 2016)
Rodzaj Chamorchis Rich. należy do podplemienia Orchidinae w plemieniu Orchideae w obrębie podrodziny storczykowych (Orchideae) z rodziny storczykowatych (Orchidaceae). Storczykowate są kladem bazalnym w rzędzie szparagowców Asparagales w obrębie jednoliściennych.

## Zagrożenie i ochrona
Roślina objęta w Polsce ścisłą ochroną gatunkową.
Kategorie zagrożenia gatunku:
- Kategoria zagrożenia w Polsce według Czerwonej listy roślin i grzybów Polski (2006)[14]: R (rzadki, potencjalnie zagrożony); 2016: EN (zagrożony)[15].
- Kategoria zagrożenia w Polsce według Polskiej czerwonej księgi roślin[16]: EN (endangered, zagrożony).

Wszystkie stanowiska jego występowania w Polsce znajdują się na obszarze Tatrzańskiego Parku Narodowego, jednakże gatunek ten jest w Polsce zagrożony ze względu na niewielką liczbę miejsc, w których występuje, a także fakt, że niektóre ze stanowisk jego występowania są zagrożone zadeptaniem, gdyż znajdują się przy szlakach turystycznych. Najliczniejsza populacja pod Małym Giewontem w 2008 liczyła nieco ponad 100 osobników.